# Nick Allder
Nick Allder (Buckinghamshire, 10 de fevereiro de 1943) é um especialista em efeitos visuais britânico. Venceu o Oscar de melhores efeitos visuais na edição de 1980 por Alien, ao lado de H. R. Giger, Carlo Rambaldi, Brian Johnson e Dennis Ayling.